# Dick Anthony Williams
Pour les articles homonymes, voir Dick Williams et Williams.
Dick Anthony Williams est un acteur américain né à Chicago (Illinois) le 9 août 1934, et mort à Los Angeles le 16 février 2012. Il joua notamment Jomo dans la série L'Homme de l'Atlantide.

## Filmographie
- 1968 : Up Tight! : Corbin
- 1969 : L'Homme perdu (The Lost Man) : Ronald
- 1971 : Le Dossier Anderson (The Anderson Tapes) : Spencer
- 1971 : Who Killed Mary What's 'Er Name? : Malthus
- 1973 : Le Mac (The Mack) de Michael Campus : Pretty Toney
- 1973 : L'Exécuteur noir (Slaughter's Big Rip-Off) de Gordon Douglas : Joe Creole
- 1973 : Five on the Black Hand Side : Preston
- 1975 : Un après-midi de chien (Dog Day Afternoon) : Limo Driver
- 1975 : Starsky et Hutch (TV) : Harry Martin (Saison 1, Épisode 9)
- 1976 : Deadly Hero : D.A. Winston
- 1976 : The Long Night : Paul
- 1977 : Les Grands fonds (The Deep) : Slake
- 1977 : Freeman (TV) : Freeman
- 1977 : The Storyteller (TV) : Anthony
- 1977 : L'Homme de l'Atlantide ("The Man from Atlantis") (série TV) : Jomo (1977)
- 1978 : Sparrow (TV) : Martin
- 1978 : King (en) (feuilleton TV) : Malcolm X
- 1978 : A Woman Called Moses (TV) : John Tubman
- 1979 : Some Kind of Miracle (TV) : Dr. Hopstone
- 1979 : An Almost Perfect Affair : Andrew Jackson
- 1979 : Hollow Image (TV) : Danny York
- 1979 : Un vrai schnock (The Jerk) : Taj Jonson
- 1980 : Brave New World (TV) : Helmholz Watson
- 1980 : The Night the City Screamed (TV) : Jim Downs
- 1981 : Keeping On (TV) : Samuel Taylor
- 1981 : L'Éternel soupçon (A Gun in the House) (TV) : Campbell
- 1981 : La Malédiction finale (The Final Conflict) : Vicar
- 1981 : The Sophisticated Gents (TV) : Ralph Joplin
- 1982 : This Is Kate Bennett... (TV) : Leonard Hayes
- 1982 : Sister, Sister (TV) : Reverend Richard Henderson
- 1982 : Something So Right (TV) : Morris Elliot
- 1983 : For Us the Living: The Medgar Evers Story (TV)
- 1983 : La Nuit des juges (The Star Chamber) : Det. Paul Mackey
- 1983 : Équipe de nuit (Night Partners) (TV) : Instructor
- 1983 : À l'œil nu (Through Naked Eyes) (TV) : Det. Wylie
- 1985 : Challenge of a Lifetime (TV) : Dr. Hume
- 1985 : Space (feuilleton TV) : Gawain Butler
- 1985 : Les Chester en Floride (Summer Rental) : Dan Gardner
- 1985 : Our Family Honor (TV) : Jonas Jones
- 1986 : Heart of the City (en) (série TV) : Lt. Ed Van Duzer
- 1987 : Jardins de pierre (Gardens of Stone) : Slasher Williams
- 1989 : Tap : Francis
- 1989 : Cast the First Stone (TV) : Jackson Phillips
- 1990 : Mo' Better Blues : Big Stop Williams
- 1990 : Edward aux mains d'argent (Edward Scissorhands) : Officer Allen
- 1991 : Dernier Sacrifice (The Rapture) : Henry
- 1993 : The Gifted
- 1993 : Percy & Thunder (TV) : Caswell Baker
- 1998 : A Room Without Doors : Clem
- 1998 : The Players Club : Mr. Armstrong
- 1999 : Hot Boyz : Harold
- 2000 : The Mutant Watch (TV)
- 2003 : Black Listed : Missouri
- 2003 : Jonah : Elder Jonah